# Veguellina (Villafranca del Bierzo)
Veguellina es una localidad del municipio leonés de Villafranca del Bierzo, en la Comunidad Autónoma de Castilla y León. 
La iglesia está dedicada a los santos Cosme y Damián.

## Localidades limítrofes
Confina con las siguientes localidades:
- Al norte con Aira da Pedra.
- Al este con Prado de Paradiñas.
- Al sureste con Paradiña.
- Al suroeste con Paradaseca.
- Al noroeste con Villar de Acero.

## Demografía
Evolución de la población
| Gráfica de evolución demográfica de Veguellina entre 2000 y 2017   |
|                                                                    |
| Población de derecho (2000-2017) según el padrón municipal del INE |

## Historia
Así se describe a Veguellina en el tomo XV del Diccionario geográfico-estadístico-histórico de España y sus posesiones de Ultramar, obra impulsada por Pascual Madoz a mediados del siglo XIX:

Lugar en la provincia de León (22 leguas), partido judicial y abadía de Villafranca del Bierzo (3), audiencia territorial y capitanía general de Valladolid (38), ayuntamiento de Paradaseca. Situado en una pequeña llanura a la margen derecha del río Burbia; su clima es templado; sus enfermedades más comunes pulmonías, dolores de costado y fiebres pútridas. Tiene 11 casas; iglesia parroquial (San Cosme) anejo de Villar de Aceros, servida por un teniente; y buenas aguas potables. Confina con la matriz, Prado, Paradiña y Paradaseca. El terreno es de ínfima calidad, y le fertilizan algún tanto las aguas del Burbia, en cuya margen izquierda se ven las ruinas de una fábrica de fundición. Los montes están poblados de castaños, robles, acebos y otros arbustos. Los caminos son locales y medianos; recibe la correspondencia de Villafranca. Producciones: centeno, patatas, algunas legumbres y castañas; cría ganado vacuno y cabrío, y caza de perdices y venados. Industria: un molino harinero. Población: 11 vecinos, 42 almas. Contribución: con el ayuntamiento.
Diccionario geográfico-estadístico-histórico de España y sus posesiones de Ultramar